# EspoCRM
EspoCRM — програмне забезпечення з відкритим кодом для управління відносинами з клієнтами створене для компаній з метою виявлення можливостей для збільшення середньої суми продажу та перехресних продажів, а також для керування торгівлею, маркетингом, обслуговуванням клієнтів та технічною підтримкою.

## Історія
Система EspoCRM заснована Юрієм Кузнєцовим, Олексієм Авраменком та Тарасом Мачишиним у 2014 році в Україні.
У 2015 році Bitnami , Softaculous,, та XAMPP Addons упакували автоінсталятори для EspoCRM. Ці автоінсталятори вміщують образи для автоматичного налаштування програми як у хмарі, так і в локальному середовищі (Windows, Linux, Mac OS X, віртуальні машини). Це спрощує установку EspoCRM та залежностей часу виконання (runtime dependencies).
З 2021 року, система EspoCRM може бути також встановлена за допомогою контейнера Docker , який містить саму програму та все додаткове програмне забезпечення.

## Технологія
EspoCRM створено за принципом односторінкового застосунку (SPA). Програма працює в браузері та динамічно переписує вміст вебсторінки без її перезавантаження. Для серверної частини EspoCRM використовується PHP, а для клієнтської JavaScript.
EspoCRM використовує бази даних MySQL та MariaDB. Платформа може бути розміщена в хмарі або на власному сервері . Може бути розвернута на VPS  або на вебхостингу.

## Ліцензія
EspoCRM ліцензовано за  GNU Affero General Public License v3.0 (AGPLv3). Ліцензія дозволяє модифікувати вихідний код програмного забезпечення, а також створювати та поширювати похідні роботи.

## Висвітлення у пресі
EspoCRM висвітлюється в рейтингах та оглядах IT-індустрії.
У 2016 році система була включено в огляд "Top 6 Open Source CRM" онлайн-виданням opensource.com..
У 2017 році систему включили до огляду "CRM-Systeme: 20 Tools zur Kundenverwaltung im Check" опублікованого T3N Digital Pioneers .
У 2020 році платформа була представлена в як одна з "101 Open-Source Apps To Help Your Business Thrive" онлайн-виданням Digital blog  та "11 Best Open Source CRM Software" онлайн-виданням It's FOSS .
У 2021 році програмне забезпечення було обрано як одне з "8 Best Open Source CRM Tools" інтернет-виданням CRM.ORG .
У 2022 році система була включена до списків як альтернатива російському програмному забезпеченню на території України .